# Aurora Cornu
Pour les articles homonymes, voir Cornu.
Aurora Cornu (née Aurora Chitu le 6 décembre 1931 à Provița de Jos, morte le 14 mars 2021 à Paris) est une actrice, cinéaste, écrivain, poétesse et traductrice franco-roumaine.

## Biographie
De nature indépendante, elle s'enfuit trois fois de chez ses parents, la dernière fois pour de bon à l'âge de 14 ans. Elle fut ensuite recueillie par un oncle. Durant la dictature communiste, son père mourut en prison après avoir été arrêté pour avoir hébergé un général de la défunte Armée royale roumaine (qui était aussi un de ses oncles) durant onze années.
Elle a reçu son diplôme de l'école de littérature "Mihai Eminescu" à Bucarest, et a travaillé pendant un temps dans la section de poésie de la maison d'édition "Viața Românească" comme traductrice.
Son premier époux, de 1955 à 1959 (ou 1960) fut Marin Preda qu'elle a encouragé à publier Moromeții, dont elle avait trouvé le manuscrit dans un tiroir.
Son fiancé au milieu des années soixante était le mathématicien Tudor Ganea. Comme toute personne capable et désireuse de penser par elle-même, elle ne parvient pas à s'adapter à la dictature totalitaire, qui cherche à contrôler non seulement la sphère publique, mais aussi les sphères privées et même intimes des citoyens : c'est pourquoi elle vit comme une opportunité le festival de poésie de Knokke–le-Zoute, en Belgique, pour fuir son pays et surtout le régime. Elle s'installe à Paris, où, à court de ressources, elle fut aidée par l'épouse de Pierre Emmanuel qui paya son loyer pendant plusieurs années. À Paris elle se lie, entre autres, avec les émigrés roumains Mircea Eliade, Emil Cioran, et Jean Parvulesco.
Entre 1967 et 1978, elle est une collaboratrice de Monica Lovinescu et de Virgil Ierunca dans le cadre de leur programme radio littéraire diffusé par Radio Free Europe.
En France, elle épouse Aurel Cornea, un ingénieur du son d'origine roumaine de la télévision française, qui a été retenu en otage par le groupe musulman pro-chiite connu sous le nom de "Hezbollah" pendant dix mois et demi en 1986,.
Après la Libération roumaine de 1989, elle retrouve ses droits de citoyenne roumaine et revient fréquemment au pays, tout en résidant surtout à Paris et parfois à New York. 
Elle a financé la construction d'une église à Cornu en Roumanie, dont l'architecture est inspirée d'un dessin du peintre Horia Damian.

## Livres
- Studenta (1954)
- Distanțe (1962)
- La Déesse au sourcil blanc (1984)  (ISBN 2-950057-00-4)
- Poezii (1995)
- Fugue roumaine vers le point C,  (ISBN 978-2846081528)
- Marin Preda, Scrisori către Aurora (1998)

## Traductions
- Hamlet, sous le pseudonyme de Ştefan Runcu dans William Shakespeare, Romeo şi Julieta. Hamlet, Bucarest, 1962[5].

## Filmographie

### Actrice
- 1970 : Le Genou de Claire d'Éric Rohmer : Aurora
- 1972 : L'Amour l'après-midi d'Éric Rohmer : femme lors de la séquence du rêve

### Réalisatrice
- 1973 : Bilocation[10]

## Sur Aurora Cornu
Aurora Cornu, Pierre Cormary, éditions Unicité, collection "Éléphant blanc", 2022  (ISBN 978-2-37355-788-6)